# Шато-Ландон (станция метро)
Шато-Ландон (фр. Château-Landon) — станция линии 7 Парижского метрополитена, расположенная в X округе Парижа. Названа по одноимённой рю.

## История
- Станция открыта 5 ноября 1910 года в составе первого пускового участка линии 7 Опера — Порт де ля Виллет.
- Пассажиропоток по станции по входу в 2011 году, по данным RATP, составил 1 600 022 человек[2]. В 2013 году этот показатель вырос до 1 644 923 пассажиров (270 место по уровню входного пассажиропотока в Парижском метро)[3].

## Перспективы
Запланированы к реализации после 2020 года:
- Проект объединения линий 3bis и 7bis с продлением их до станции Шато-Ландон;[4].
- Строительство перехода на станцию RER Магента[5].

## Галерея

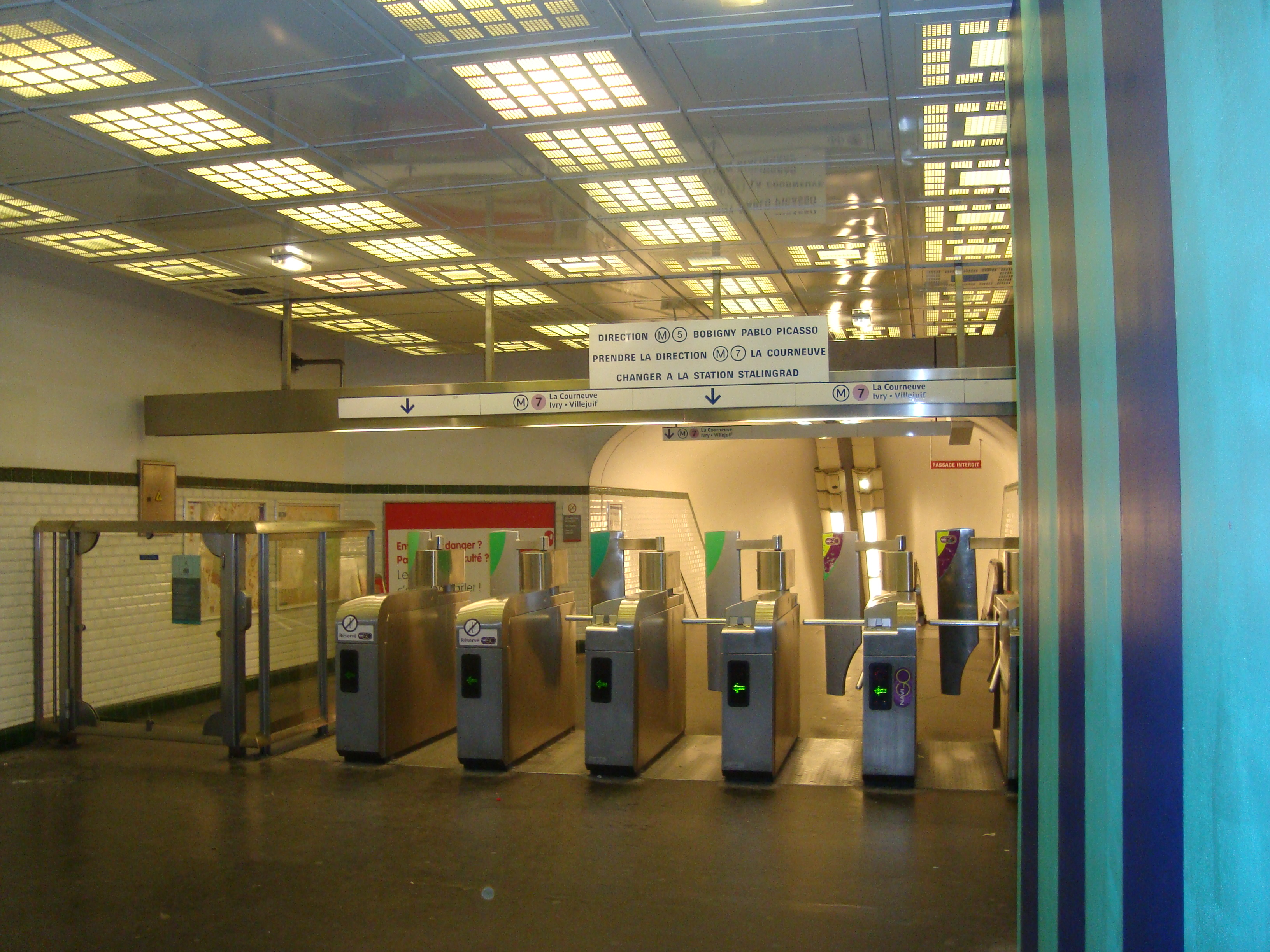
Кассовый зал и турникеты
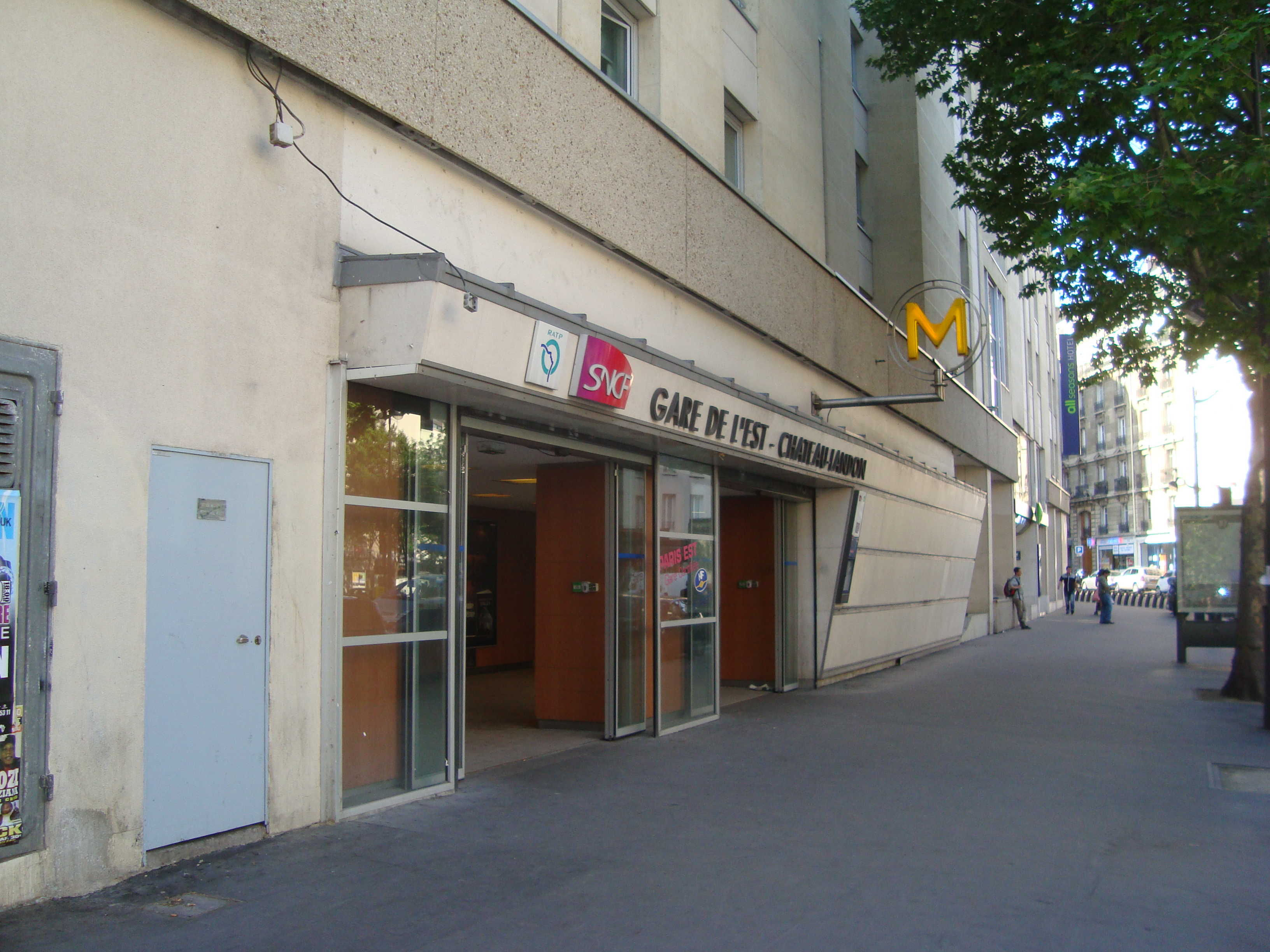
Выход из метро на рю Шато-Ландон, совмещённый с подземным переходом к перронам Восточного вокзала